# 쇼보쿠왕
쇼보쿠왕(일본어: 尚穆王 상목왕[*]; 1739년 5월 3일 ~ 1794년 5월 7일)은 류큐왕국 제2쇼씨 왕조의 제14대 류큐 국왕(재위: 1752년 ~ 1794년)이자 제20대 류큐 국왕이다. 1788년에 세자인 쇼테쓰는 세상을 떠났다.

## 가족
- 아버지: 쇼케이왕
- 어머니: 키코에오오기미카나시 바씨 진시쯔(聞得大君加那志 馬氏仁室, 아명은 오모카메타루가네 思亀樽金)
- 배우자:
  - 왕비: 사시키아지카나시 쇼씨 쥬토쿠(佐敷按司加那志 向氏淑徳, 아명은 마쯔루가네 真鶴金)
  - 부인: 마베아지카나시 쇼씨 진코(真南風按司加那志 向氏仁厚, 아명은 마우시가네 真牛金)
  - 처(妻):
    - 아다니야아고모시라레 쵸씨 란시쯔(安谷屋阿護母志良礼 長氏蘭室, 아명은 마나베타루 真鍋樽)
    - 미야자토아고모시라레 겐씨 즈이운(宮里阿護母志良礼 彦氏瑞雲, 아명은 마나베타루 真鍋樽)
    - 요기아고모시라레 젠씨 세이시쯔(与儀阿護母志良礼 善氏清室, 아명은 마카토타루 真加戸樽)
- 자녀:
  - 장남: 왕세자 쇼데쯔(尚哲)
  - 차남: 쇼토(尚図, 일본 이름: 우라소에왕자 쵸오 浦添王子朝央)
  - 삼남: 쇼슈(尚周, 일본 이름: 요시무라왕자 쵸기 義村王子朝宜)
  - 사남: 쇼요(尚容, 일본 이름: 기노완왕자 쵸쇼 宜野湾王子朝祥)
  - 오남: 쇼카쿠(尚恪, 일본 이름: 미사토왕자 쵸키 美里王子朝規)
  - 장녀: 키코에오오기미카나시 쇼씨 호운(聞得大君加那志 尚氏法雲, 아명은 운카메타루 恩亀樽)
  - 차녀: 오나하옹주 쇼씨 교쿠호(小那覇翁主 尚氏玉浦, 아명은 오모토가네 思戸金)
  - 삼녀: 우에마옹주 쇼씨 코케이(上間翁主 尚氏高閨, 아명은 마쯔루가네 真鶴金)

## 같이 보기
- 도쿠가와 이에하루

| 전임자 쇼케이왕 | 제20대 류큐왕국 국왕 1752년 ~ 1794년 | 후임자 쇼온왕 |